# Campionato europeo C di football americano 2007
Il campionato europeo C di football americano 2007 (in lingua inglese 2007 American Football European Championship - Pool C), noto anche come Austria 2007 in quanto disputato in tale Stato, è stato la seconda edizione del campionato europeo C di football americano per squadre nazionali maggiori maschili organizzato dalla EFAF.
Ha avuto inizio il 12 agosto e si è concluso il 18 agosto 2007 all'American Football Zentrum Ravelinstraße di Vienna.

## Stadi
Distribuzione degli stadi del campionato europeo C di football americano 2007
| Wolfsberg                   | Lavanttal-Arena (Wolfsberg) American Football Zentrum Ravelinstraße (Vienna) | Vienna                                  |
| Lavanttal-Arena             | Lavanttal-Arena (Wolfsberg) American Football Zentrum Ravelinstraße (Vienna) | American Football Zentrum Ravelinstraße |
| 46°49′31.08″N 14°51′05.04″E | Lavanttal-Arena (Wolfsberg) American Football Zentrum Ravelinstraße (Vienna) | 48°12′29.99″N 16°22′23.03″E             |
| Capacità:                   | Lavanttal-Arena (Wolfsberg) American Football Zentrum Ravelinstraße (Vienna) | Capacità:                               |
| Altitudine:                 | Lavanttal-Arena (Wolfsberg) American Football Zentrum Ravelinstraße (Vienna) | Altitudine:                             |
|                             | Lavanttal-Arena (Wolfsberg) American Football Zentrum Ravelinstraße (Vienna) |                                         |

## Squadre partecipanti
| Pr. | Squadra     | Data di qualificazione | Qualificata in quanto | Ultima partecipazione |
| --- | ----------- | ---------------------- | --------------------- | --------------------- |
| 1   | Norvegia    |                        |                       |                       |
| 2   | Serbia      |                        |                       |                       |
| 3   | Svizzera    |                        |                       |                       |
| 4   | Paesi Bassi |                        |                       | Danimarca 2003        |
| 5   | Austria     |                        | Nazione organizzarice |                       |

## Prima fase

### Risultati
| Wolfsberg 12 agosto 2007, ore 19:00 CEST Incontro 1 | Austria | 59 – 3 (17-0 0-3 21-0 21-0) referto | Serbia | Lavanttal-Arena (1200 spett.) |

| Wolfsberg 14 agosto 2007, ore 15:00 CEST Incontro 2 | Paesi Bassi | 8 – 40 (0-10 0-27 0-3 8-0) referto | Svizzera | Lavanttal-Arena (200 spett.)\| Arbitro: \| W. Perona \| |
| Arbitro:                                            | W. Perona   |                                    |          |                                                         |

| Wolfsberg 14 agosto 2007, ore 18:55 CEST Incontro 3 | Serbia     | 14 – 6 (7-0 7-0 0-6 0-0) referto | Norvegia | Lavanttal-Arena (200 spett.)\| Arbitro: \| M. Picchio \| |
| Arbitro:                                            | M. Picchio |                                  |          |                                                          |

| Wolfsberg 16 agosto 2007, ore 15:00 CEST Incontro 4 | Norvegia   | 27 – 0 (13-0 0-0 0-0 14-0) referto | Paesi Bassi | Lavanttal-Arena (500 spett.)\| Arbitro: \| M. Picchio \| |
| Arbitro:                                            | M. Picchio |                                    |             |                                                          |

| Wolfsberg 16 agosto 2007, ore 19:00 CEST Incontro 5 | Svizzera  | 7 – 35 (0-14 7-14 0-7 0-0) referto | Austria | Lavanttal-Arena (1500 spett.)\| Arbitro: \| W. Perona \| |
| Arbitro:                                            | W. Perona |                                    |         |                                                          |

### Classifica
| Squadra     | %     | G | V | P | S | PF | PS | DP  |
| ----------- | ----- | - | - | - | - | -- | -- | --- |
| Austria     | 1.000 | 2 | 2 | 0 | 0 | 84 | 10 | +74 |
| Norvegia    | .000  | 2 | 1 | 0 | 1 | 33 | 14 | +19 |
| Svizzera    | .500  | 2 | 1 | 0 | 1 | 47 | 43 | +4  |
| Serbia      | .500  | 2 | 1 | 0 | 1 | 17 | 65 | -48 |
| Paesi Bassi | .000  | 2 | 0 | 0 | 2 | 8  | 67 | -59 |

## Finali

### Finale 3º - 4º posto
| Vienna 18 agosto 2007, ore 13:00 CEST Incontro 6 | Svizzera   | 32 – 19 (8-13 14-0 10-6 0-0) referto | Serbia | American Football Zentrum Ravelinstraße (600 spett.)\| Arbitro: \| M. Picchio \| |
| Arbitro:                                         | M. Picchio |                                      |        |                                                                                  |

### Finale
| Vienna 18 agosto 2007, ore 17:00 CEST Incontro 7 | Austria   | 41 – 8 (7-0 14-0 14-0 6-8) referto | Norvegia | American Football Zentrum Ravelinstraße (2000 spett.)\| Arbitro: \| W. Perona \| |
| Arbitro:                                         | W. Perona |                                    |          |                                                                                  |

## Campione
| Campione Austria promossa nel Campionato europeo B di football americano 2009 in Austria. |